# Oncerus floralis
Oncerus floralis is een keversoort uit de familie bladsprietkevers (Scarabaeidae). De wetenschappelijke naam van de soort is voor het eerst geldig gepubliceerd in 1856 door LeConte.

## Voorkomen
De soort is endemisch in de Verenigde Staten.